# Маузер-Кокина
Маузер модел 1880, познат и као Маузер-Кокина пушка, српска војничка спорометна пушка с краја 19. века.

## Историја
Војска Кнежевине Србије, основана 1830. године, до 1867. била је наоружана пушкама спредњачама турског, аустријског (Лоренц) и руског порекла. Прве пушке острагуше, система Грин и Пибоди, добијене су преправљањем постојећих спредњача по лиценци у Крагујевцу и Београду, и са њима су вођени Српско-турски ратови (1876—1878). Године 1880. српска војска усвојила је модерне немачке спорометне пушке система Маузер, које је усавршио српски војни инжињер, мајор Коста Миловановић. Нова пушка калибра 10,15 мм са обртно-чепним затварачем, позната као Маузер-Кокина (званично Маузер модел 1880), била је једна од најбољих пушака тог времена. Фабрика Маузер из Оберндорфа израдила је 100.000 таквих пушака за српску војску.